# Hamatabanus carolinensis
Hamatabanus carolinensis är en tvåvingeart som först beskrevs av Macquart 1838.  Hamatabanus carolinensis ingår i släktet Hamatabanus och familjen bromsar. Inga underarter finns listade i Catalogue of Life.